# Атланта Брейвз

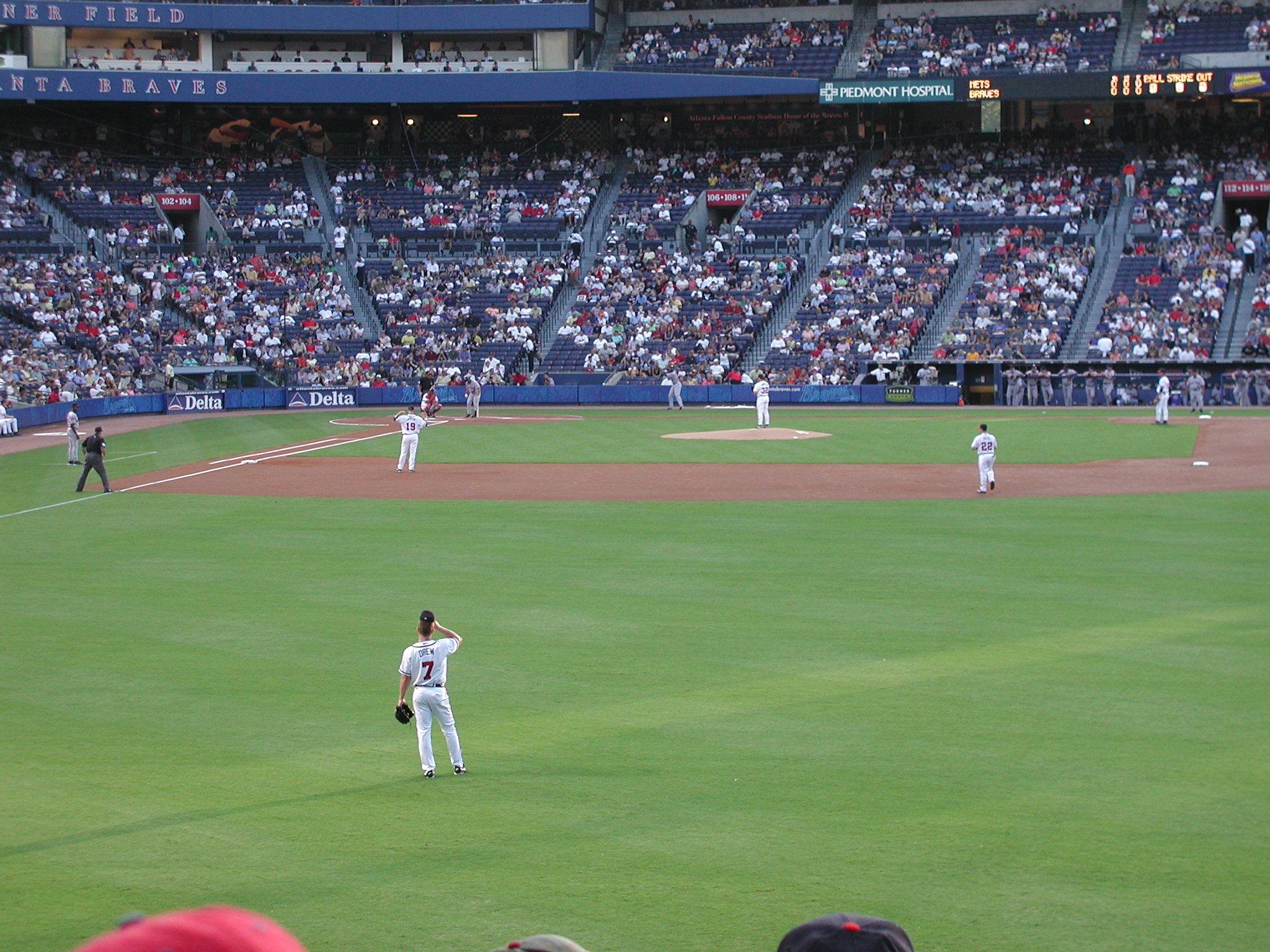
Бейсбольна гра розвивається на домашньому полі Турнер-філд

«Атланта Брейвс» (англ. Atlanta Braves) — професійна бейсбольна команда розташована в місті Атланта в штаті Джорджія. Команда є членом Східного дивізіону, Національної бейсбольної ліги, Головної бейсбольної ліги.
Домашнім полем для «Атланта Брейвс» — Турнер-філд.
Команда заснована у 1871 в місті Бостон, Массачусетс. У 1952 переїхали до міста Мілвокі, Вісконсин. Нарешті у 1953 вони переїхали до міста Атланта в штаті Джорджія. 
Команда мали декільки імен:
- Бостон Ред-Стокінґс, 1871 — 1882
- Бостон Бінітерс, 1883 — 1906
- Бостон Довс, 1907 — 1910
- Бостон Рослерс, 1911
- Бостон Брейвс, 1912 — 1935
- Бостон Біс, 1936 — 1940
- Бостон Брейвс, 1941 — 1952
- Мілвокі Брейвс, 1953 — 1965
- Атланта Брейвс, 1966 — донині.

«Брейвс» виграли Світову серію (бейсбольний чемпіонат США) у 1914, 1957 і 1995 роках.